# 桃园站 (辽宁省)
桃园站是一个沈山线上的铁路车站，位于辽宁省锦州市太和区新民乡，建于1943年，目前为四等站，邮政编码为121005。目前客运：办理旅客乘降；不办理行李、包裹托运；不办理货运营业。